# Істріца-де-Жос
Істріца-де-Жос (рум. Istrița de Jos) — село у повіті Бузеу в Румунії. Входить до складу комуни Сехетень.
Село розташоване на відстані 77 км на північний схід від Бухареста, 22 км на південний захід від Бузеу, 121 км на захід від Галаца, 100 км на південний схід від Брашова.

## Населення
За даними перепису населення 2002 року у селі проживала 351 особа, з них 350 осіб (99,7%) румунів. Рідною мовою 350 осіб (99,7%) назвали румунську.